# Mailhac
Mailhac es una localidad  y comuna francesa situada en el departamento del Aude, en la región administrativa de Occitania y la región natural o país del Minervois.
A sus habitantes se les conoce por el gentilicio francés Mailhacois.

## Demografía
| 405 | 389 | 430 | 429 | 462 | 451 | 518 | 512 | 554 | 619 | 662 | 593 | 625 | 685 | 604 | 622 | 664 | 679 | 574 | 536 | 624 | 596 | 598 | 570 | 520 | 421 | 481 | 449 | 403 | 358 | 310 | 373 | 390 |
| Para los censos de 1962 a 1999 la población legal corresponde a la población sin duplicidades (Fuente: INSEE [Consultar]) |     |     |     |     |     |     |     |     |     |     |     |     |     |     |     |     |     |     |     |     |     |     |     |     |     |     |     |     |     |     |     |     |